# NGC 1780
NGC 1780 (również PGC 16743) – galaktyka soczewkowata (SB0), znajdująca się w gwiazdozbiorze Zająca. Odkrył ją w 1886 roku Ormond Stone.